# (18643) van Rysselberghe
(18643) van Rysselberghe est un astéroïde de la ceinture principale.

## Description
(18643) van Rysselberghe est un astéroïde de la ceinture principale. Il fut découvert le 1er mars 1998 à La Silla par Eric Walter Elst. Il présente une orbite caractérisée par un demi-grand axe de 2,71 UA, une excentricité de 0,09 et une inclinaison de 10,4° par rapport à l'écliptique.

## Compléments